# Нашедшие и сохранившие (фильм)
«Чур моё» (англ. Finders Keepers) — американский комедийный режиссёра Ричарда Лестера.Фильм был экранизирован по роману Чарльза Денниса

## Сюжет
В 1973 году Джорджиана Латимер вместе со своим любовником Джозефом Сиролой замышляет украсть пять миллионов долларов наличными из сейфа своего отца. Поскольку Джорджиана притворяется вдовой в трауре, они с Джозефом прячут награбленное в гроб и планируют перевезти его поездом в Нью-Йорк. В другом месте молодой Майкл Рангелофф скрывается от разгневанной женской команды по роллер-дерби, которой он управляет. Майкл сбегает, переодевшись в форму армии США на железнодорожном вокзале Окленда, штат Калифорния, где два военных чиновника предполагают, что он сопровождает гроб. Тем временем Джорджиана и Сирола заметили Майкла и следуют за ним. На борту Майкл подружился с легкомысленной актрисой Стэндиш Логан и вскоре обнаруживает, что в гробу лежат миллионы долларов. Во время остановки в Рино, штат Невада, Майкл звонит своему другу Century Milestone, опытному мошеннику, который позже садится в поезд в костюме священника. Тем временем проводник делает незапланированную остановку в Хай-Ривер, штат Небраска, чтобы доставить погибшего героя в его родной город. Майкл и Сенчури выходят из поезда с гробом вместе со Стэндиш, которая играет роль вдовы Биддлкоффа.
После быстрых похорон Майкл и Сенчури выкапывают деньги из могилы. Тем временем Сирола, которого ранее вынудили сойти с поезда, узнает о похоронах героя по телевидению и отправляется в Хай-Ривер, чтобы забрать деньги. Джорджиана также прибывает в город, но её арестовывает агент ФБР Ормонд. Когда Майкл и Сенчури заканчивают собирать деньги, они обнаруживают, что Сирола похитил Стэндиш и отвёз её в пустой фермерский дом. Однако дом представляет собой сборное жилище, которое отбуксируется на следующий день. Майкл и Сенчури находят дом для переезда, сменяют водителя и противостоят Сироле. После того, как Стэндиш спасена, она, Майкл и Сенчури совершают побег с пятью миллионами долларов, в то время как Сиролу арестовывают.

## В ролях
- Майкл О’Киф — Натаниэль Уильямсон
- Беверли Д’Анджело — Стэндиш Логан
- Луис Госсет (младший) — Сенчери
- Памела Стивенсон — Джорджиана Латимер

## Оценки
На сайте IMDb фильм получил оценку 5,4/10. Сайт Allmovie дал фильму 2 балла из 5.